# 99th Air Base Wing

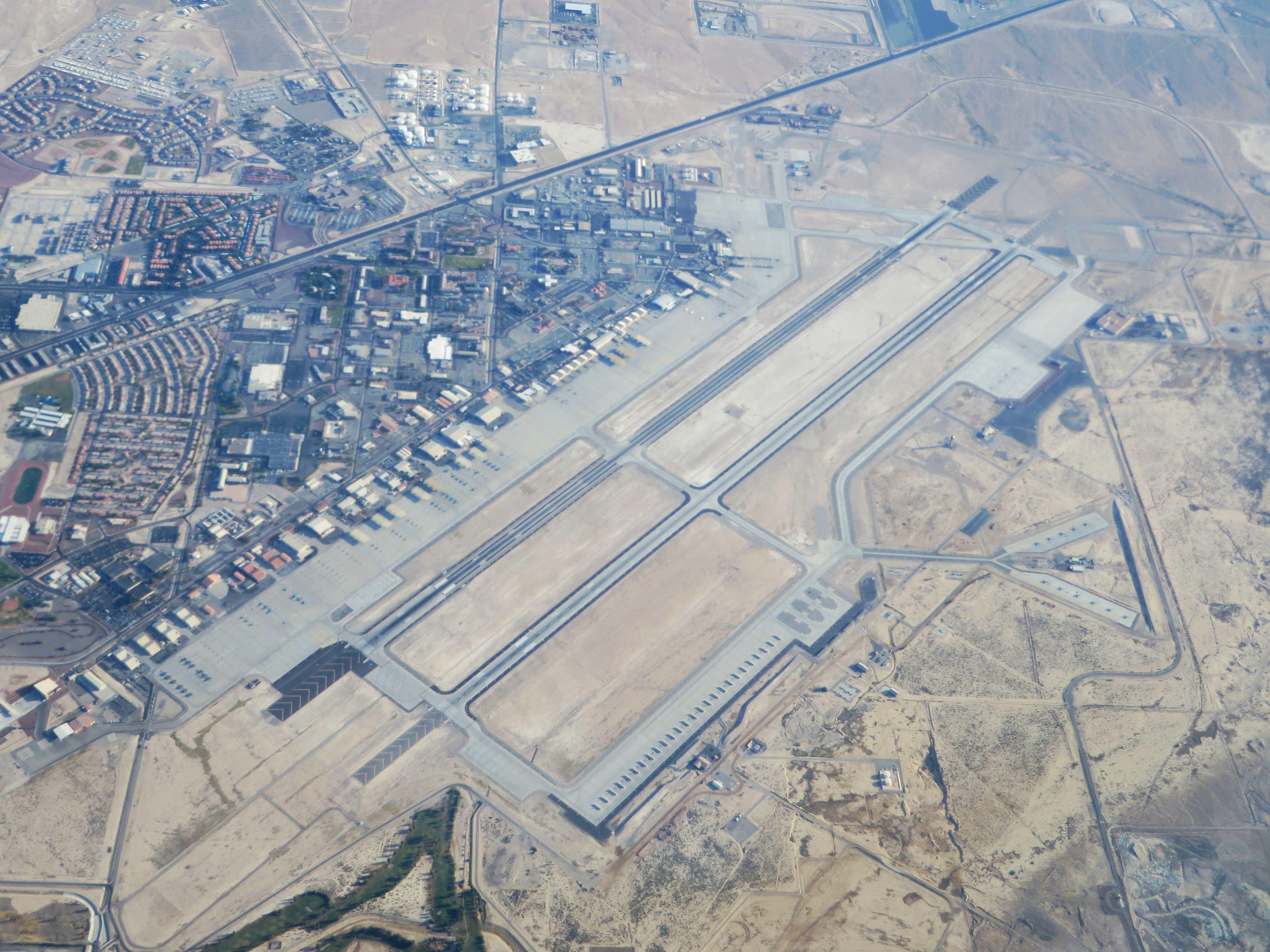
Veduta aerea della Base di Nellis

Il 99th Air Base Wing è uno stormo di base aerea dell'Air Combat Command, inquadrato nel U.S.A.F. Warfare Center. Il suo quartier generale è situato presso la Nellis Air Force Base, nel Nevada, della quale è l'unità ospitante.

## Organizzazione
Attualmente, al maggio 2017, lo stormo controlla:
- 99th Comptroller Squadron
- 99th Mission Support Group
  - 99th Civil Engineer Squadron
  - 99th Communications Squadron
  - 99th Contracting Squadron
  - 99th Logistics Readiness Squadron
  - 99th Force Support Squadron
  - 99th Security Forces Squadron
- 99th Medical Group
  - 99th Medical Operations Squadron
  - 99th Dental Squadron
  - 99th Medical Support Squadron
  - 99th Aerospace Medical Squadron
- 799th Air Base Group, Creech Air Force Base, Nevada
  - 799th Air Base Squadron
  - 799th Security Forces Squadron